# Helianthemum croceum
Espèce
Classification phylogénétique
Helianthemum croceum est une espèce de petites plantes vivaces de la famille des Cistaceae et du genre Helianthemum . 
C'est une plante semi-ligneuse de 10 à 20 centimètres à fleurs jaunes, qui se rencontre sur des zones faiblement boisées et en basse montagne, dans le sud de l'Espagne et du Portugal.